# بابا وزیراغلو

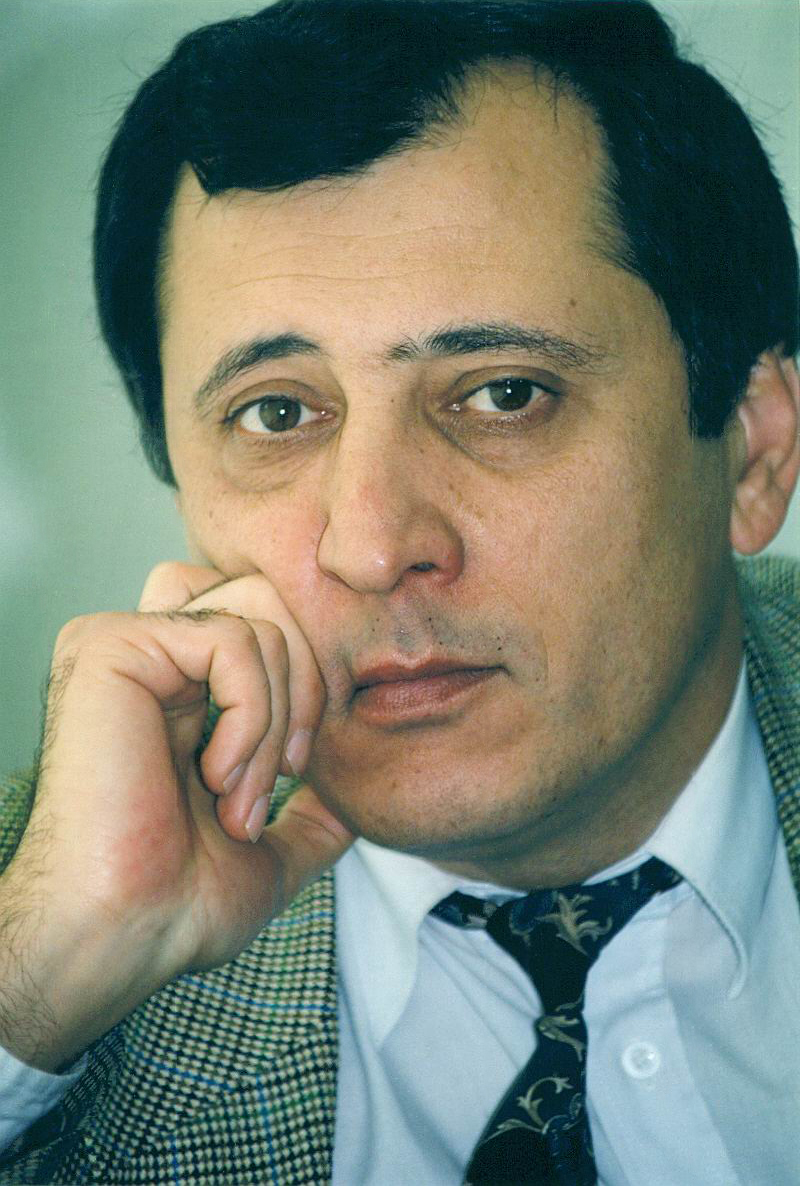
نگاره‌ای از بابا وزیراغلو، نویسنده آذربایجانی

بابا وزیراغلو (ترکی آذربایجانی: Məsimov Baba Vəzir oğlu) شاعر، نویسنده، مترجم و فیلم‌نامه‌نویس آذربایجانی عضو اتحادیه نویسندگان جمهوری آذربایجان از سال ۱۹۸۱ می‌باشد. در ۱ ماه اوت سال ۲۰۰۵، نام افتخاری خادم هنر افتخاری آذربایجان به وی اهدا گردید.

## زندگی‌نامه
بابا وزیراغلو در ۱۰ ژانویه سال ۱۹۵۴، در روستای «ملی اسحاقلی» شهرستان اسماعیل‌لی به دنیا آمد. پس از اتمام مدرسه متوسطه در همان ده، او در کلخوز «پراودا» مشغول به کار بود و برای ادامهٔ تحصیلش از آنجا به دانشکدهٔ خبرنگاری دانشگاه زبان آذربایجان فرستاده شد. بعد از فاراغت از تحصیل به عنوان یک ادبیات‌شناس در دفتر «مرکزی اتحادیه جوانان کمونیستی لنین» در آذربایجان، و مربی در بخش تبلیغات ادبیات داستانی اتحادیه نویسندگان جمهوری آذربایجان و نیز به‌منزلهٔ مشاور در اتحادیهٔ یادشده فعالیت نمود. در سال ۱۹۸۱، سکانداری سردبیری مجله ملانصرالدین به وی تعلق گرفت. در سال ۱۹۹۱، به عضویت در هیئت مدیره اتحادیه نویسندگان جمهوری آذربایجان درآمد.
کارنامه نویسندگی وی با انتشار داستان‌هایی به نام‌های «یک شب بهار» و «داداش دکان‌دار» در مجله «اولدوز» در سال ۱۹۷۶ کلید خورد. از همان تاریخ تا به حال اشعار و داستان‌های بابا وزیراغلو در جریده‌ها و مجلات نشر جمهوری آذربایجان انتشار می‌یابد. اشعار برخی از شعرای کلاسیک روس را به زبان ترکی آذربایجانی ترجمه کرده‌است، در حالی که، بعضی از آثار وی نیز به چند زبان خارجی برگردانیده شده‌است. وی برای مدت مدیدی در یک شبکه تلویزیونی به عنوان مجری برنامه اشتغال داشته‌است. بین سال‌های ۱۹۹۷–۹۸، به غنوان ویراستار در شبکه تلویزبونی بین‌المللی موسوم به «میر» و در سالهای ۱۹۹۸ تا ۲۰۰۲، به منزلهٔ سردبیر در اتحادیه فیلمسازان آذربایجان مشغول به کار بوده‌است. از سال ۲۰۰۲ تاکنون عهده‌دار سمت دبیری کل این اتحادیه می‌باشد. افزون بر اینها، وی در چند نهاد دیگر نیز در وظایفی مختلف مشغول به کار بوده و است.
با الهام از بیش از هزار شعرش آهنگ‌ها ساخته شده‌است. به خاطر ترجمه موفقیت‌آمیز اثر «نامه گم شده» از نویسنده «ای. کاراجله» در سال ۱۹۸۳، مدرک وزارت فرهنگ و اتحادیه تئتر روسیه به وی اعطاء گردیده‌است.
برخی از آثار
- قطار شهر
- دیدار فراموش شده
- شومینه
- جاده
- دنیا به اشک‌های دیده نمی‌ارزد